# Austrálie na Letních olympijských hrách 1964
Austrálii na Letních olympijských hrách v roce 1964 v japonském Tokiu reprezentovalo 243 sportovců v 19 sportech. Ve výpravě bylo 203 mužů a 40 žen.

## Medailisté
| Medaile | Jméno | Sport         | Soutěž                              |
| ------- | --- | ------------- | ----------------------------------- |
| Zlato   | Betty Cuthbertová | Atletika      | Ženy běh na 400 m                   |
| Zlato   | Robert Windle | Plavání       | Muži 1500 m volný způsob            |
| Zlato   | Ian O'Brien | Plavání       | Muži 200 m prsa                     |
| Zlato   | Kevin Berry | Plavání       | Muži 200 m motýlek                  |
| Zlato   | Dawn Fraserová | Plavání       | Ženy 100 m volný způsob             |
| Zlato   | William Northam Peter O'Donnell James Sargeant | Jachting      | Muži 5½ m Class                     |
| Stříbro | Michele Brownová | Atletika      | Ženy skok do výšky                  |
| Stříbro | Lynette Bell Dawn Fraserová Janice Murphy Robyn Thorn | Plavání       | Ženy štafeta 4×100 m volný způsob   |
| Bronz   | Ron Clarke | Atletika      | Muži běh na 10 000 m                |
| Bronz   | Marilyn Blacková | Atletika      | Ženy běh na 200 m                   |
| Bronz   | Judy Amooreová | Atletika      | Ženy běh na 400 m                   |
| Bronz   | Pam Kilbornová | Atletika      | Ženy 80 m překážek                  |
| Bronz   | Theodore Boronovskis | Judo          | Muži bez rozdílu hmotnosti          |
| Bronz   | Allan Wood | Plavání       | Muži 400 m volný způsob             |
| Bronz   | Allan Wood | Plavání       | Muži 1500 m volný způsob            |
| Bronz   | David Dickson Peter Doak John Ryan Robert Windle | Plavání       | Muži štafeta 4×100 m volný způsob   |
| Bronz   | David Dickson Kevin Berry Ian O'Brien Peter Reynolds | Plavání       | Muži štafeta 4×100 m polohový závod |
| Bronz   | Mervyn Crossman Paul Dearing Raymond Evans Brian Glencross Robin Hodder John McBryde Donald McWatters Patrick Nilan Eric Pearce Julian Pearce Desmond Piper Donald Smart Anthony Waters Graham Wood | Pozemní hokej | Družstvo mužů                       |